# Шепа, Тюнде
Тюнде Шепа (венг. Sepa Tünde; род. 6 января 1991, Будапешт) — венгерская фигуристка и тренер.

## Карьера
Шепа встала на коньки и начала заниматься фигурным катанием в четыре года. Выступала в одиночном катании, на юниорском уровне стала участницей Гран-при и Европейского Олимпийского фестиваля. В 2005 году на чемпионате мира среди юниоров заняла шестнадцатое место в квалификационном раунде, уступив всего полбалла последней отобравшейся в короткую программу сопернице. Тренировалась под руководством Гургена Варданяна и его жены Ераняк Ипакян.
После завершения соревновательной карьеры Шепа окончила Будапештский университет физической культуры и начала тренерскую деятельность. Работала в спортивном клубе «Jégkorszak», где в сотрудничестве с Гаянэ Акопян тренировала её дочь Дарью Якаб — бронзовую медалистку чемпионата Венгрии 2018 года. Тюнде также была наставником Мате Бёрёца и Регины Шерманн, которые завоевали медали чемпионата Венгрии. Причём, Шерманн в пятнадцать лет стала серебряным призёром среди взрослых (2020), и в том же сезоне выиграла юниорский чемпионат страны.

## Программы
| Сезон     | Короткая программа     | Произвольная программа   |
| --------- | ---------------------- | ------------------------ |
| 2004–2005 | - «Xotica» Рене Дюпере | - «Вальс» Фридерик Шопен |

## Результаты
| Соревнования                      | 02/03                       | 04/05                       | 05/06                       | 06/07                       |
| Международные среди юниоров       | Международные среди юниоров | Международные среди юниоров | Международные среди юниоров | Международные среди юниоров |
| --------------------------------- | --------------------------- | --------------------------- | --------------------------- | --------------------------- |
| Чемпионат мира среди юниоров      |                             | 16 Q                        |                             |                             |
| Европейский Олимпийский фестиваль |                             |                             |                             | 25                          |
| Юниорский Гран-при: Нидерланды    |                             |                             |                             | 29                          |
| Юниорский Гран-при: Хорватия      |                             |                             | 28                          |                             |
| Юниорский Гран-при: Германия      |                             | 27                          |                             |                             |
| Юниорский Гран-при: Венгрия       |                             | 28                          |                             | 25                          |
| Международные среди новичков      |                             |                             |                             |                             |
| Triglav Trophy                    | 11                          |                             |                             |                             |